# Le Castella
Le Castella je del italijanske občine Isola di Capo Rizzuto v pokrajini Crotone v deželi Kalabrija.
Obalna vas je znana predvsem po trdnjavi, obdani z morjem, in njenih obalah, ki jih sestavljajo plaže in pečine različnih vrst. Morsko rastlinstvo in živalstvo ščiti morsko zaščiteno območje Capo Rizzuto, največje v Italiji.

## Položaj
Mesto stoji na obali Jonskega morja v Kalabriji, 10 km od Isola di Capo Rizzuto in ima okoli 1100 prebivalcev.

## Zgodovina
To, kar bi lahko sledilo primitivni obliki današnjega imena, je po Hannibalovi smrti po drugi punski vojni naselilo 3000 rimskih kolonistov, ki so kraju dali ime Castra. Obstajajo hipoteze, da je pred rimsko naselbino obstajala še ena, ki jo je ustanovil Hanibal, Plinij Starejši jo omenja kot Castra Annibale, Solino kot Porto D'Annibale, vztrajnost te toponimije se ponovno pojavi na zemljevidih 16. stoletja, do 18. stoletja, v katerem je bila Le Castella včasih označena kot Hanibalov stolp. Ni znano, ali bo starodavna Castra Hannibalis dejansko postavljena v sedanjo Le Castella ali drugo v zalivu Squillace, veljalo je, da je bila na zgoraj omenjenem mestu do 18. stoletja, nato pa je bila postavljena pod vprašaj, ker so menili, da bi lahko šlo za napako pri umestitvi zgodovinarjev iz 16. stoletja. Ime Castella je latinsko, množinska oznaka z dodatkom člena Le še ni jasna, lahko je posledica prepričanja/legende, po kateri so bile številne utrdbe ali hiše zgrajene v kraju na izginulem arhipelagu in na celini, ideja, ki ima morda nekaj podlage glede na to, da so v nekaterih plitvinah ob morju očitni podvodni ostanki starodavnih stavb, kot so ruševine naselbin; ali pa bi bila druga hipoteza lahko splošna oznaka ozemlja, ki obkroža mesto; treba je razumeti, da Le Castella ni ime utrdbe, ki štrli na majhnem rtu, temveč toponim okolice. Današnje ime Le Castella se lahko z gotovostjo začne uveljavljati iz srednjega veka, pred njim pa so se skozi stoletja pojavila mnoga druga. Ohranjena srednjeveška dokumentacija poudarja obstoj Castella ali Castellum ad Mare znotraj Iustitiariatus Vallis Gratis et Terre Iordane. Njen ugoden pomorski položaj je bil poudarjen že sredi 12. stoletja, ko je muslimanski geograf Al-Idrizi opazil obstoj »... qaśtâl (Le Castella), majhnega mesta, ...«, kar kaže na njegovo oddaljenost od Crotoneja: »Od Le Castelle do quṭrûni (Cotrone), jadranje čez zaliv, trinajst milj in osemnajst milj ob obali«. 
Leta 1219 se pojavi kot priča pri prenosu lastnine, napisanem v grščini Mansus de Castro Maris. Dokument Friderika II. sega v december 1225, v katerem je samostanu Corazzo na posestvih Campolongo in Castelli a Mare potrjenih devet privilegijev proste paše. Ob koncu 13. stoletja je »Castelle« naveden v tako imenovanem »Pisanskem zemljevidu«, medtem ko so v pilotni knjigi, znani kot »Compasso de navegare«, katere zbirka sega v januar 1296 (Hamiltonova koda 396), navedene razdalje, ki so ga ločevale od Squillace in Capo delle Colonne: »Od zaliva Squillaci do Capo de Castelle lx mil(la ra) p(er) Greco ver lo Levante. Od glave Castelle do glave le Colomne x mil(lara) vnesite grščino in tramo(n)tana«. V začetku 14. stoletja se castele pojavi v atlasu Luxoro, ohranjenem v mestni knjižnici Berio v Genovi, in na magrebskem zemljevidu knjižnice Ambrosiana (castelle), ki se še naprej omenja z istim toponimom skozi celotno stoletje, na zemljevidu Angelina Dulcerta (1339), v Atlasu Abrahama in Jehuda Cresquesa (1375), v zemljevid Guillelmus Soleri (1380) in v drugih. Isti toponim castelle ali castele, skupaj z analognimi castel, casteli in castela, najdemo v 15. in 16. stoletju, kot kažejo številne pomorske karte, izdelane v teh dveh stoletjih, ki so shranjene v Nacionalni knjižnici Francije in v Biblioteca Marciana v Benetkah. Od 15. stoletja do danes ni imel ustaljene nomenklature, preden je prišel do današnjega imena, so ga kartografi označevali na različne načine, kot so: Castellammare, Castelli a Mare, Castello a Mare; Hanibalov stolp, Hanibalova glava; Li Castelli, Le Castelle, Capo delle Castella.

## Trdnjava Le Castella
Znamenita utrdba, pogovorno imenovana grad, verjetno magnagrškega izvora, stoji na majhnem polotoku, ki štrli v morje.
Nevihta v 1970-ih je pod temelji gradu na zadnji vzhodni strani odkrila veliko obzidje, dolgo okoli 40 m, katerega tehnika gradnje z apnenčastimi bloki in majhnimi kamnitimi kvadrati, razporejenimi v šahovnico, zelo spominja na helenistično obzidje Velia: njegova datacija se giblje med drugo polovico 4. in začetkom 3. stoletja pr. n. šz. To nakazuje starodavni zid valobrana oziroma ostanke phrourion crotoniate, torej vojaške postojanke in naravnega pristanišča za čolne. Utrdba ni bila stabilna utrjena rezidenca za plemiče ali gospode, zato je ni mogoče šteti za grad, temveč za trdnjavo, grad je bil zgrajen na območju znotraj mesta in bi bil rezidenca fevdalcev fevda, njegova predstavitev je prisotna na grbu univerze Castello. V utrdbi so bili poleg obzidja z utrdbo in različnimi vojaškimi oddelki civilni in verski objekti, saj je bila v notranjosti tudi vas, v kateri niso bile samo garnizije, ampak tudi tisti, ki so živeli na tem območju, zabeleženo je, da je bila vas vsaj od druge polovice 17. stoletja do začetka 18. stoletja znotraj obzidja utrdbe, rt pa je bil bolj kmetijsko-pastirski namen. Trdnjava je skozi stoletja doživela različne arhitekturne spremembe, odvisno od vladarjev in obrambnih potreb, številni deli celotnega telesa so bili zgrajeni v različnih obdobjih.
Septembra 1980 je italijanska pošta posvetila znamko za 80 lir trdnjavi Le Castella, del zbirke, znane kot Castelli d'Italia.
Leta 2015 je z resolucijo odprla vrata civilnim porokam.
Trdnjava je muzejsko središče, ki ga upravlja Direktorat regionalnih muzejev MiC.

## Mestno obzidje vasi
Je v bližini ribiškega pristanišča, na mestu, ki je zdaj postalo parkirišče, in je skupaj z drugimi obzidji, raztresenimi po mestu, tisto, kar je ostalo od mestnega obzidja, ki je mesto branilo pred vdori. Ta odsek obzidja, zgrajen na starejši strukturi, ki verjetno izvira iz obdobja Magna Graecia, se je začel od glavnega dostopa do vasi (Porta de Fora: izhod, ki je vodil iz mesta proti Capo Rizzuto) in se končal na južnem dostopu. Kjer so ostanki vidni še danes, je bila nekoč blizu strmine, ki je delila podeželje od rta Castello, postavljena majhna nadzorna postaja.
- Ostanki starodavnega obzidja, ki je obkrožalo mesto, so bili ponovno ovrednoteni s kopanjem zemlje do temeljev, opremljeno z lestvijo in prehodom za ogled od blizu ter nekaj lučmi.
- Ruševine obrambnega obzidja

## Cerkev obiskanja Blažene Device Marije
Prisotna vsaj od 16. stoletja z imenom Santa Maria de Castellis, imela je zakristijo, pokopališče in zvonik, okrog 18. stoletja pa je prevzela svoje današnje ime Obiskanja Blažene Device Marije. Po potresu leta 1783, ki je prizadel številne kraje v Kalabriji, jo je popravil kralj Ferdinand IV. Neapeljski Danes je videti kot enoladijska cerkev z zvonikom na sprednji strani, fotografija iz 1930-ih kaže, da ni bilo vedno tako, pravzaprav je bil ob strani. V notranjosti so različni kipi svetnikov, med njimi Fračišek Asiški, Anton Padovanski, sveti Jožef, Santa Rita da Cascia, Madonna Addolorata in Santa Maria de Castellis ali znana tudi kot Stella Maris. Obstaja slika neapeljske šole iz 18. stoletja Obisk svete Elizabete, katere podobnost z Obiskom slikarja Mariotta Albertinellija je tako poudarjena, da bi skoraj lahko bila kopija, ki bi jo avtor črpal iz prej omenjenega: na njej je napis: R. D Natalis Minasi F.r Antonio Basile f. 1781. Na eni strani je grb Castella; na drugi ščit s črko C, ki jo je morda naslikal tisti, ki je dal s čopičem na črto spodaj napisati znake svojega posega[17]. Obstaja tudi kopija upodobitve Gospe Guadalupske.
Že tisočletja je bilo na tem mestu obilo nahajališč tufa in peščenjaka, ki so se uporabljali že od zelo davnih časov, vsaj od obdobja grške kolonizacije, predvsem kot material za gradnjo stavb. Pridobivanje se je nadaljevalo do druge polovice 20. stoletja, ko je bil zadnji kamnolom odstranjen za izgradnjo sedanjega doka. Ostanki starodavnih kamnolomov so še vedno vidni: na pečini, zlasti na območju Cannone; nekateri v okrožju Santa Domenica; starodavni kamnolom, ki ga je morje potopilo jugozahodno od trdnjave na globini 4-5 metrov.
Primer enega od številnih kamnolomov je na obrobju doka nekaj starodavnih kamnolomov blokov in stebrnih bobnov (6.–3. stoletje pr. n. št.). Pravzaprav si ostanke magno-grškega kamnoloma lahko ogledamo tako, da se sprehodimo po celotnem turističnem pristanišču, pridobljenem iz kamnoloma tufa, na koncu pristanišča pa vabijo lesene sprehajalne poti.

## Klifi
Klifi so prisotni vzdolž celotne vzhodne strani konice Le Castella in pred trdnjavo. Na južni strani so apnenčasti klifi v obliki morskih valov in različnih vijugastih in plastovitih oblik, severneje pa je klif bolj ali manj pravilnih in ravnih oblik. Najdeni so bili tudi fosili holocenskega iglokožca in pinna nobilis, ki so jih dali črpanje opeke za trdnjavo in zgradbe na tem območju, ter okrogle oblike za mlinske kamne ali rhonchi templja Capo Colonna.

## Podvodna arheologija
Ostanki, najdeni s potopitvijo, prav tako potrjujejo starodavna poročila o starodavnem potopljenem arhipelagu, ki so se nadaljevala vse do poznega srednjega veka. V bližini trdnjave, na globini med 4-5 metri, je arheološko območje, ki priča o hidrogeoloških spremembah, ki so se zgodile skozi čas in so zajele tudi naselbine; tam sta dve horrei, lončki, bazeni za zbiranje vode, balvani iz peščenjaka, izklesani za pridobivanje blokov za gradnjo, in ostanki obzidja samega gradu. V okoliških vodah vasi so raztresene različne razbitine iz različnih obdobij.

## Legende
Po legendi se otok Calypso iz Homerjeve Odiseje nahaja v zalivu Le Castella.